# زبيب الغنم
زَبِيب الغَنَم أو الحَشَف الخَشِن (الاسم العلمي: Lantana rugosa) هو نوع نباتي يتبع جنس الحشف من الفصيلة اللويزية.